# Hontianske Nemce
Hontianske Nemce (bis 1948 slowakisch „Nemce“; deutsch Nemtze, ungarisch Hontnémeti – bis 1907 Németi) ist eine Gemeinde in der Mittelslowakei.

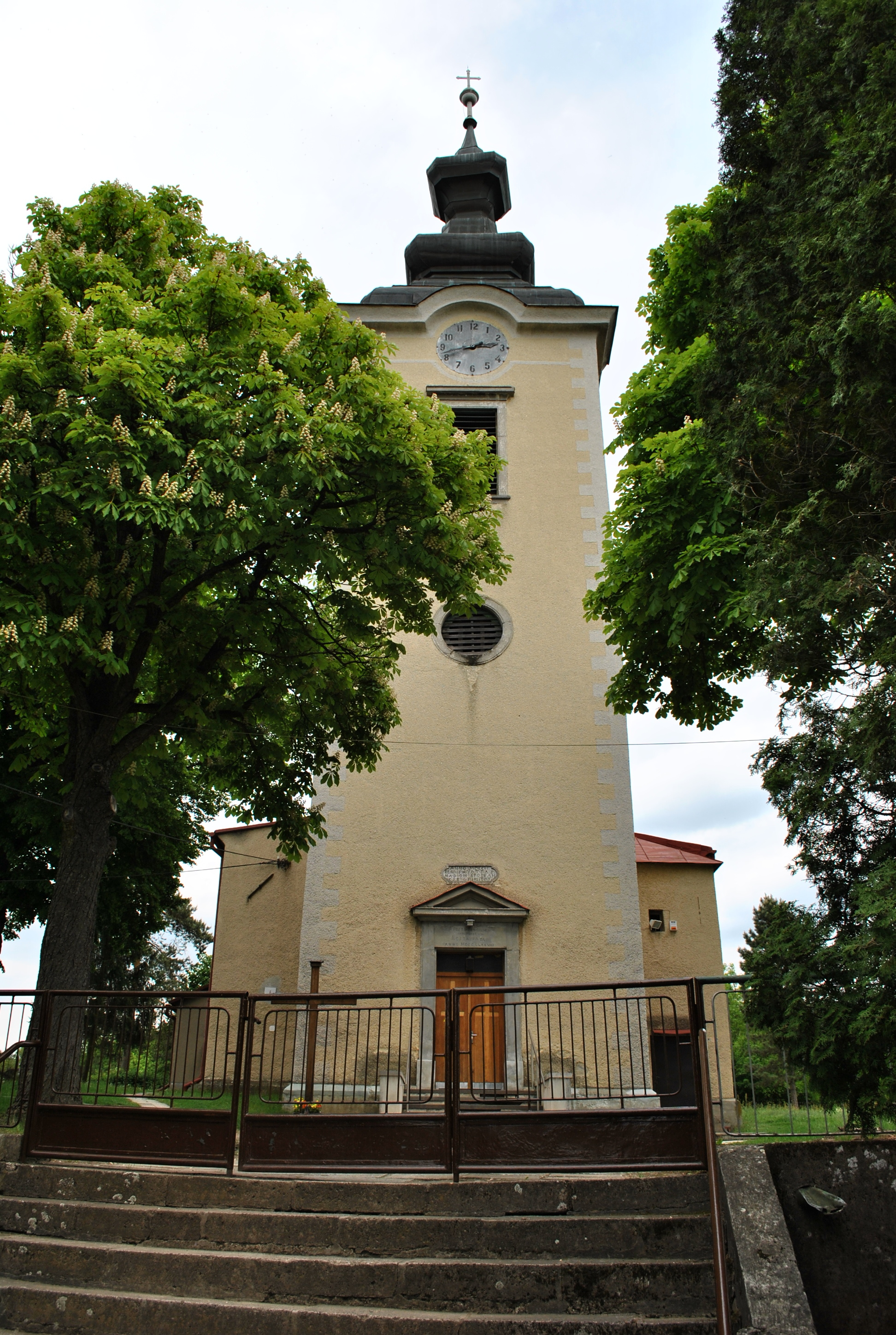
Kirche im Ort

Sie liegt im Tal der Štiavnica am Fuße der Schemnitzer Berge, zehn Kilometer von Krupina entfernt. Neben dem Hauptort gehören zur Gemeinde auch die Orte Rakovec (1913 eingemeindet) und Sitnianska Lehôtka (1990 eingemeindet).
Die erste schriftliche Erwähnung erfolgte 1246 als villa Nympti, 1256 wird Nemeti erwähnt. Der Name bezieht sich wohl auf die deutschen Kolonisten, die sich hier auf der Suche nach Gold und Silber niederließen. Durch den Türkeneinfall 1543 und den Niedergang des Bergbaus werden die deutschsprachigen Einwohner schon im ausgehenden Mittelalter von den Slowaken assimiliert.
Bedingt durch seine Lage blieb der Ort aber ein wichtiger Marktplatz auf dem Weg zwischen der Burg Hont und den Städten Altsohl und Karpfen, so bekam er 1729 das Recht zugesprochen, sechs Markttage im Jahr abzuhalten.
Bis 1918 gehörte die Gemeinde im Komitat Hont zum Königreich Ungarn und kam dann zur neu entstandenen Tschechoslowakei.
Sehenswert sind die katholische Kirche aus dem 13. Jahrhundert, die Mariensäule im Rokokostil aus der zweiten Hälfte des 18. Jahrhunderts sowie der Kalvarienweg aus der ersten Hälfte des 18. Jahrhunderts.
Der slowakische Schauspieler Marián Labuda wurde 1944 im Ort geboren.

## Bevölkerung
| Jahr                | 1994 | 2004    | 2014    | 2024    |
| ------------------- | ---- | ------- | ------- | ------- |
| Anzahl der Personen | 1536 | 1498    | 1514    | 1374    |
| Unterschied         |      | −2,47 % | +1,06 % | −9,24 % |

| Jahr                | 2023 | 2024    |
| ------------------- | ---- | ------- |
| Anzahl der Personen | 1378 | 1374    |
| Unterschied         |      | −0,29 % |